# Glenview Hills
Glenview Hills è un comune degli Stati Uniti d'America, situato nello Stato del Kentucky, nella contea di Jefferson.

## Geografia
Glenview Hills si trova nella parte settentrionale della contea di Jefferson a 38°17'39 "N 85°38'17" W (38,294169, -85,637954). Si trova tra Glenview a nord e Glenview Manor a sud. L'Interstate 71 segue il confine meridionale della comunità, ma non c'è accesso diretto. Il centro di Louisville si trova a 9 miglia (14 km) a sud-ovest.
Secondo l'Ufficio del censimento degli Stati Uniti, la città ha una superficie totale di 0,13 miglia quadrate (0,33 km²), tutta terra.